# Jérôme Darnaudet
Jérôme Darnaudet, né le 19 octobre 1968 à Pontoise et mort le 7 mai 2018 à Garches,,, connu sous le pseudonyme de Lord Casque Noir (en référence au film La Folle Histoire de l'espace), est un journaliste de jeu vidéo français.

## Biographie
Jérôme Darnaudet commence sa carrière dans le magazine Micro News à la fin des années 1980. En 1992, il rejoint la rédaction de Joystick et en devient le rédacteur en chef en 2002 jusqu'au rachat du titre par Future Publishing. Il est aussi collaborateur régulier de PlayStation Magazine.
Il cofonde le groupe Presse Non-Stop et Canard PC en 2003,.
Il fait partie du jury des Phenix Awards en 2002 et des Japan Expo Awards en 2008.
Il décède d’un cancer le 7 mai 2018, un hommage lui a été rendu à la Japan Expo 2018.